# Tvedehøi
Der Tvedehøi ist eine megalithische Grabanlage der jungsteinzeitlichen Nordgruppe der Trichterbecherkultur im Kirchspiel Gørløse in der dänischen Kommune Hillerød.

## Lage
Das Grab liegt nördlich von Gørløse und ostsüdöstlich des Hofs Marbækgård auf einem Feld. In der näheren Umgebung gibt bzw. gab es zahlreiche weitere megalithische Grabanlagen.

## Forschungsgeschichte
In den Jahren 1890 und 1942 führten Mitarbeiter des Dänischen Nationalmuseums Dokumentationen der Fundstelle durch. Eine weitere Dokumentation erfolgte 1982 durch Mitarbeiter der Forst- und Naturbehörde.

## Beschreibung
Die Anlage besitzt eine in Resten erhaltene Hügelschüttung, über deren Form und Größe keine Angaben vorliegen. Eine steinerne Umfassung ist nicht erkennbar. Die Grabkammer dürfte als Ganggrab anzusprechen sein. Es sind noch sechs Wandsteine vorhanden. Zu den Maßen und der Orientierung der Kammer liegen keine Angaben vor.